# Waldbahn Berzasca
| Streckenlänge: | ca. 70 km               |                                  |                                  |
| Spurweite: | 760 mm (Bosnische Spur) |                                  |                                  |
| |                         |                                  |                                  |
| \| \| 0 \| Drenzova (Donauhafen) \| Drenzova (Donauhafen) \| \| \| 0 \| Berzasca (Depot) \| Berzasca (Depot) \| \| \| 10 \| Zaglău \| Zaglău \| \| \| 19,5 \| Abzw. Valea Dragosela (ca. 8 km) \| Abzw. Valea Dragosela (ca. 8 km) \| \| \| 20 \| Ilova \| Ilova \| \| \| \| \| \| \| \| 23,1 \| Boicău \| Boicău \| \| \| \| \| \| \| \| 26 \| Chiacovat \| Chiacovat \| \| \| \| Abzw. Valea Chiacovaț \| \| \| \| 31 \| Abzw. Valea Comoreșnița \| Abzw. Valea Comoreșnița \| \| \| 41 \| Lalca \| Lalca \| \| \| \| \| \| \| \| 43 \| Tîlva \| Tîlva \| \| \| 46 \| Clota \| Clota \| |                         |                                  |                                  |
| Dienststation / Betriebs- oder Güterbahnhof (Strecke außer Betrieb) | 0                       | Drenzova (Donauhafen)            | Drenzova (Donauhafen)            |
| Dienststation / Betriebs- oder Güterbahnhof (Strecke außer Betrieb) | 0                       | Berzasca (Depot)                 | Berzasca (Depot)                 |
| Dienststation / Betriebs- oder Güterbahnhof (Strecke außer Betrieb) | 10                      | Zaglău                           | Zaglău                           |
| Abzweig geradeaus und nach rechts (Strecke außer Betrieb) | 19,5                    | Abzw. Valea Dragosela (ca. 8 km) | Abzw. Valea Dragosela (ca. 8 km) |
| Dienststation / Betriebs- oder Güterbahnhof (Strecke außer Betrieb) | 20                      | Ilova                            | Ilova                            |
| Abzweig geradeaus und nach links (Strecke außer Betrieb) |                         |                                  |                                  |
| Dienststation / Betriebs- oder Güterbahnhof (Strecke außer Betrieb) | 23,1                    | Boicău                           | Boicău                           |
| Abzweig geradeaus und nach links (Strecke außer Betrieb) |                         |                                  |                                  |
| Dienststation / Betriebs- oder Güterbahnhof (Strecke außer Betrieb) | 26                      | Chiacovat                        | Chiacovat                        |
| Abzweig geradeaus und nach rechts (Strecke außer Betrieb) |                         | Abzw. Valea Chiacovaț            | Abzw. Valea Chiacovaț            |
| Abzweig geradeaus und nach links (Strecke außer Betrieb) | 31                      | Abzw. Valea Comoreșnița          | Abzw. Valea Comoreșnița          |
| Dienststation / Betriebs- oder Güterbahnhof (Strecke außer Betrieb) | 41                      | Lalca                            | Lalca                            |
| Abzweig geradeaus und nach links (Strecke außer Betrieb) |                         |                                  |                                  |
| Dienststation / Betriebs- oder Güterbahnhof (Strecke außer Betrieb) | 43                      | Tîlva                            | Tîlva                            |
| Betriebs-/Güterbahnhof Streckenende (Strecke außer Betrieb) | 46                      | Clota                            | Clota                            |

Die Waldbahn Berzasca war eine Waldbahn in Rumänien mit einer Spurweite von 760 mm. Sie wurde von der staatlichen Waldbahngesellschaft Căile Ferate Forestiere (CFF) betrieben. Mit dem Bau der Bahn wurde im Jahr 1924 begonnen, 1993 wurde der Betrieb eingestellt.

## Die Strecke

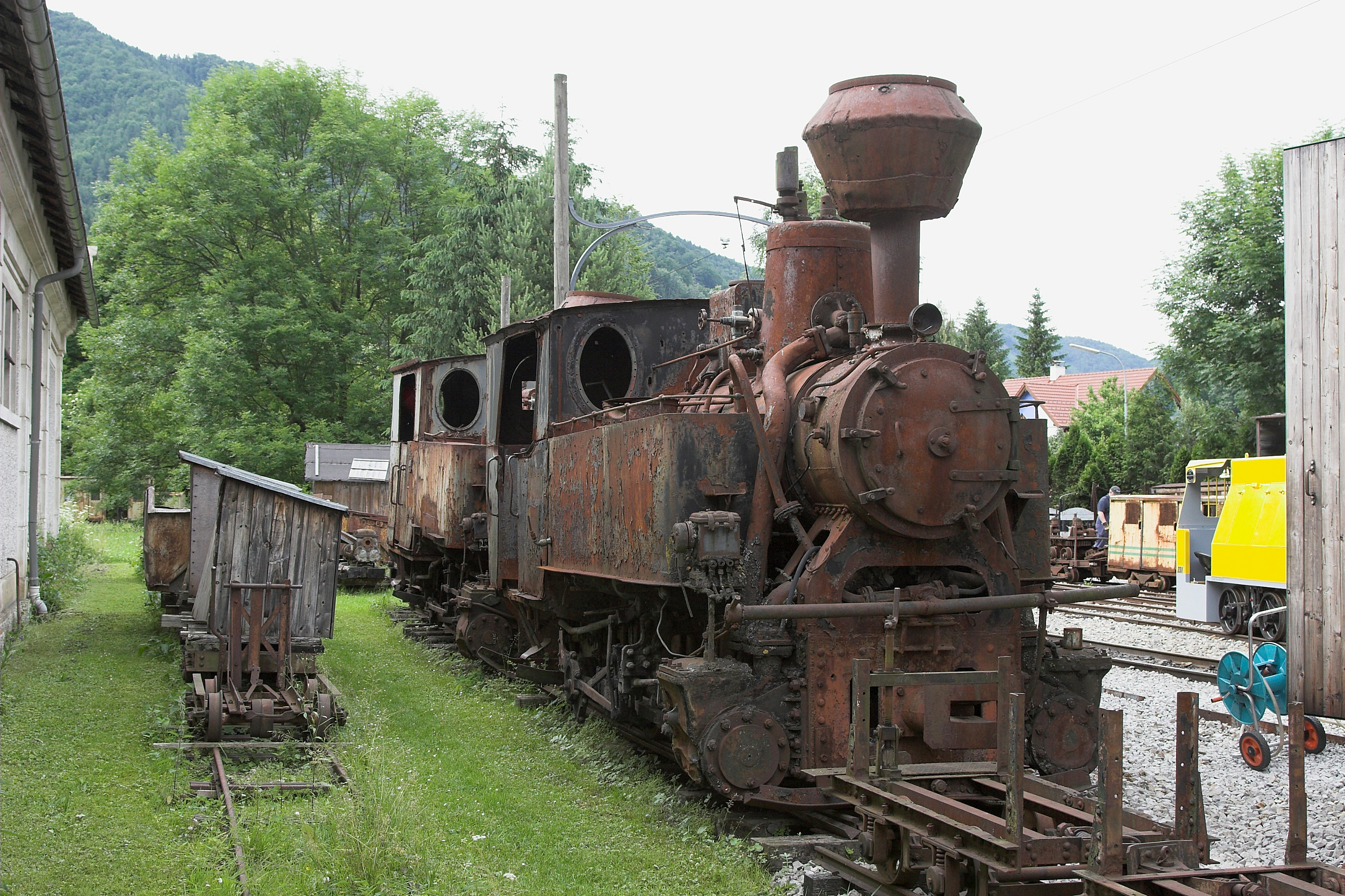
Lokomotive 764-222 im Feld- und Industriebahnmuseum Freiland, dahinter die 764-224. (2008)

Vom Berzasca, dem eigentlichen Ausgangspunkt der Waldbahn und betrieblichem Zentrum, führte ein Gleis am Ufer der Donau entlang zum Verladehafen Drencova, wo auch ein Anschluss an die 1965 stillgelegte Waldbahn Drencova bestand. Der Ausgangspunkt lag auf 77 Metern über dem Meeresspiegel, damit war die Waldbahn Berzasca auch die tiefstgelegene Waldbahn Rumäniens. Die Hauptstrecke führte von Berzasca an der Donau ins Tal des Flüsschens Berzasca in den südlichen Ausläufern des Banater Gebirges und endete nach 46 Kilometern an der Ladestelle Clota. Mehrere Nebenäste führten zu Ladestellen abseits der Hauptstrecke. Das Streckennetz hatte zum Zeitpunkt seiner größten Ausdehnung eine Gesamtlänge von ca. 70 Kilometern.

## Dampflokomotiven
Die Bahn wurde bis zur Einstellung mit Dampflokomotiven betrieben, da die zur Verfügung stehenden Dieselloktypen für den schlechten Oberbau zu schwer waren und auch zu wenig kurvengängig waren. Eine dreiachsige Dampflokomotive mit dem Namen „Hermann“ blieb in Bukarest erhalten. Ansonsten kamen vor allem vierachsige Maschinen zum Einsatz, ab 1987 auch auf solche des MÁVAG-Typs 70. Die 764.222 von der Lokomotivfabrik MÁVAG in Budapest steht heute im Rumänischen Brad und die 764.224 von Orenstein & Koppel steht in Vișeu de Sus. Die 764.219 von Krauss in München wurde vom Club 760 erworben und ist im Schmalspurbahnmuseum in Frojach-Katsch an der Murtalbahn hinterstellt. Die 764.211 wird heute vor Sonderzügen auf der Wassertalbahn eingesetzt.